# Kafkastämning
Kafkastämning, också känt som kafkaesk stämning, är ett kännetecken inom Franz Kafkas litterära stil. Kafka skriver mardrömslikt och hotfullt, som om något är kusligt närvarande men ändå undanglidande. Ändå är Kafkas berättelser realistiskt återgivna och skrivna på ett enkelt och klart språk, och det är just denna blandning av realism och mardrömslik logik som skapar Kafkastämningen.
Kafka för in en absurd förutsättning i sin berättelse och följer sedan händelserna med en klar och benhård logik.